# Madonna Buder
Madonna Buder, també coneguda com "la germana Madonna", "la monja de ferro" o "la monja Ironman", (Saint Louis, Missouri, juliol de 1930) es una monja catòlica estatunidenca, afincada a Spokane, Washington. La 'germana Madonna' es l'actual portadora del rècord mundial de la persona amb major edat en haver aconseguit finalitzar el triatló Ironman.
Nascuda en el sí d'una família acomodada, fugí de la vida de confort, i amb 14 anys es va replantejar el seu futur i descobrí la seva vocació religiosa. Amb 23 anys va decidir oficialment posar-se l'hàbit i convertir-se en monja, passant a formar part de les 'Germanes del Bon Pastor', una comunitat cristiana no canònica i independent de l'autoritat de l'Església catòlica, amb llibertat d'escollir el seu propi ministeri i el seu estil de vida. Gran part de la seva dedicació era sota el règim d'enclaustrament, i especialment dirigida a la cura d'altres germanes o dones en situació desafavorida.
En una trobada amb altres religiosos, a la dècada dels 70, descobriria una altra de les seves grans vocacions de la vida, quan un sacerdot li parlà en una reunió informal dels grans beneficis de córrer, en un moment en què el boom del runningen què començava als Estats Units. Ella es va acabar de convençer quan s'adonà que amb la pràctica de l'atletisme podria estar en contacte amb la natura, amb allò que Déu havia creat.
Buder va començar a entrenar-se als 48 anys, i va completar el seu primer triatló a l'edat de 52 i el seu primer Ironman (3,8 quilòmetres nedant, 180 quilòmetres amb bicicleta i una marató) a l'edat de 55, i des d'aquell moment continua en carrera. A més, durant la seva carrera esportiva, Buder a anat fent col·lectes de diners per a diverses activitats de tipus caritattiu.
Buder és molt coneguda a la comunitat de Triatló pels seus èxits en les carreres en la categoria per edats. Ella ha completat més de 325 trialtlons incloent 45 Ironman de distància. A l'Ironman de Hawaii, el 2005, a l'edat de 75 La monja de ferro es va convertir en la dona de més edat a completar aquesta carrera, finalitzant una hora abans del temps de tancament de la cursa (17 hores). A l'Ironman de Hawaii de 2006, a l'edat de 76, es va convertir en la dona de més edat a completar la carrera, finalitzant amb un temps de 16:59:03. El 2009, la germana va tornar a intentar-ho, aquesta vegada al Canadà ja amb 79 anys, creuant la línia de meta amb un temps de 16:54:30, rebaixant la seva pròpia marca personal de tres anys abans en més de quatre minuts. Gràcies a èxits com el seu, l'organització es va plantejar obrir nous trams d'edat que contemplen la categoria de més de 80 anys. Després de diversos intents fallits el 2010 i el 2011, per fi el 2012 la germana Buder es va convertir, als 82 anys, en el nou rècord del món d'edat en acabar l'Ironman del Canadà. Ningú ho ha aconseguit fins ara. Però no va parar-hi. Amb 88 anys es va proclamar Campiona Nacional de triatló dels Estats Units al seu grup d'edat. L'any 2022, amb 92 anys, es va convertir en la persona de més edat en haver acabat un triatló Ironman.
Quan li pregunten com ho aconsegueix tot això, Madona Buder respon "Entreno religiosament". Des que va començar la seva carrera esportiva, Buder ha corregut 400 triatlons en diferents distàncies, i pel que fa a l'Ironman, ja l'ha completat 50 vegades. Proves tan dures com la de Hawaii, amb la calor i el vent, fent el salt també a Europa, a carreres emblemàtiques com l'Ironman de Roth.
Tal com explica al seu llibre The Grace to Race, un compendi de la seva filosofia de vida que inclou, a banda de la seva vocació eclesiàstica, l'experiència de córrer la va reconnectar espiritualment, i va començar a sentir coses que abans li eren alienes.